# Médaille de la Victoire (Roumanie)
 (juillet 2025).
La Médaille de la Victoire de Roumanie est une médaille de campagne de la Première Guerre mondiale, créée le 20 juillet 1921 par décret royal.
Le dessin et le ruban furent également adoptés par les autres pays alliés, conformément à la décision de la Conférence interalliée de paix de Versailles. Chaque nation choisit une forme particulière du monument historique grec de la « Victoire », à l'exception des nations d'Extrême-Orient qui délivrèrent la médaille, mais avec un dessin différent.

## Attribution
Pour être admissibles à la Médaille de la Victoire, les récipiendaires, quel que soit leur grade, devaient être mobilisés et avoir participé à une bataille entre le 28 août 1916 et le 31 mars 1921, ou avoir servi comme médecin militaire. Cela incluait également les combattants de la guerre hongro-roumaine de 1919.

## Caractéristiques
Les propositions de conception pour la médaille seraient soumises à un jury international. Pour la version roumaine, le jury a sélectionné le projet du lieutenant-colonel Constantin Kristescu, qui était également en charge de sa sculpture réelle. Elle a été fabriquée à Paris, où Kristescu a travaillé avec La Maison Arthus-Bertrand. La Médaille de la Victoire émise par la Roumanie est une médaille circulaire en bronze de 36 mm de diamètre.
- L'avers de la version roumaine montre la figure ailée de la Victoire en pied, tournée vers l'avant et debout, tenant une branche de palmier dans sa main gauche et une épée pointée vers le bas dans sa main droite.
- Le revers porte l'inscription « MARELE RĂZBOI / PENTRU / CIVILIZAȚIE » (« La Grande Guerre / Pour / La Civilisation ») sur trois lignes, au-dessus d'une hallebarde, le tout entouré d'un anneau de vingt maillons tressés ornés d'une couronne de laurier et de chêne. Sur chacun des dix grands maillons est gravé le nom d'un des pays alliés : l'Angleterre, la Belgique, la Grèce, le Japon, la Serbie, les États-Unis, la Chine, la Roumanie, l'Italie et la France. Le sculpteur a signé « Kristesko » près du maillon japonais.
- Le ruban de 39 mm de large présente une palette de couleurs irisées, avec une transition violette vers une bande rouge centrale où les deux schémas se rencontrent.

## Utilisation et hiérarchie
La médaille était affichée lors des occasions officielles et des cérémonies, sur le côté gauche de la veste. En d'autres occasions, il était d'usage de n'afficher que le ruban, épinglé à la boutonnière gauche. Dans la hiérarchie des décorations et distinctions militaires et civiles roumaines du milieu des années 1930, la Médaille de la Victoire occupait une très faible 33e place. La hiérarchie habituelle des décorations militaires était la suivante (hors celles de la guerre d'indépendance) :
1. Ordre de Michel le Brave
2. Vertu militaire
3. Vertu aéronautique
4. La Croix de la Reine Marie
5. La Croix du Mérite de la Santé
6. Courage et foi avec des épées
7. L'élan du pays
8. Croix commémorative de la guerre de 1916-1918
9. Médaille de la Victoire

## Galerie

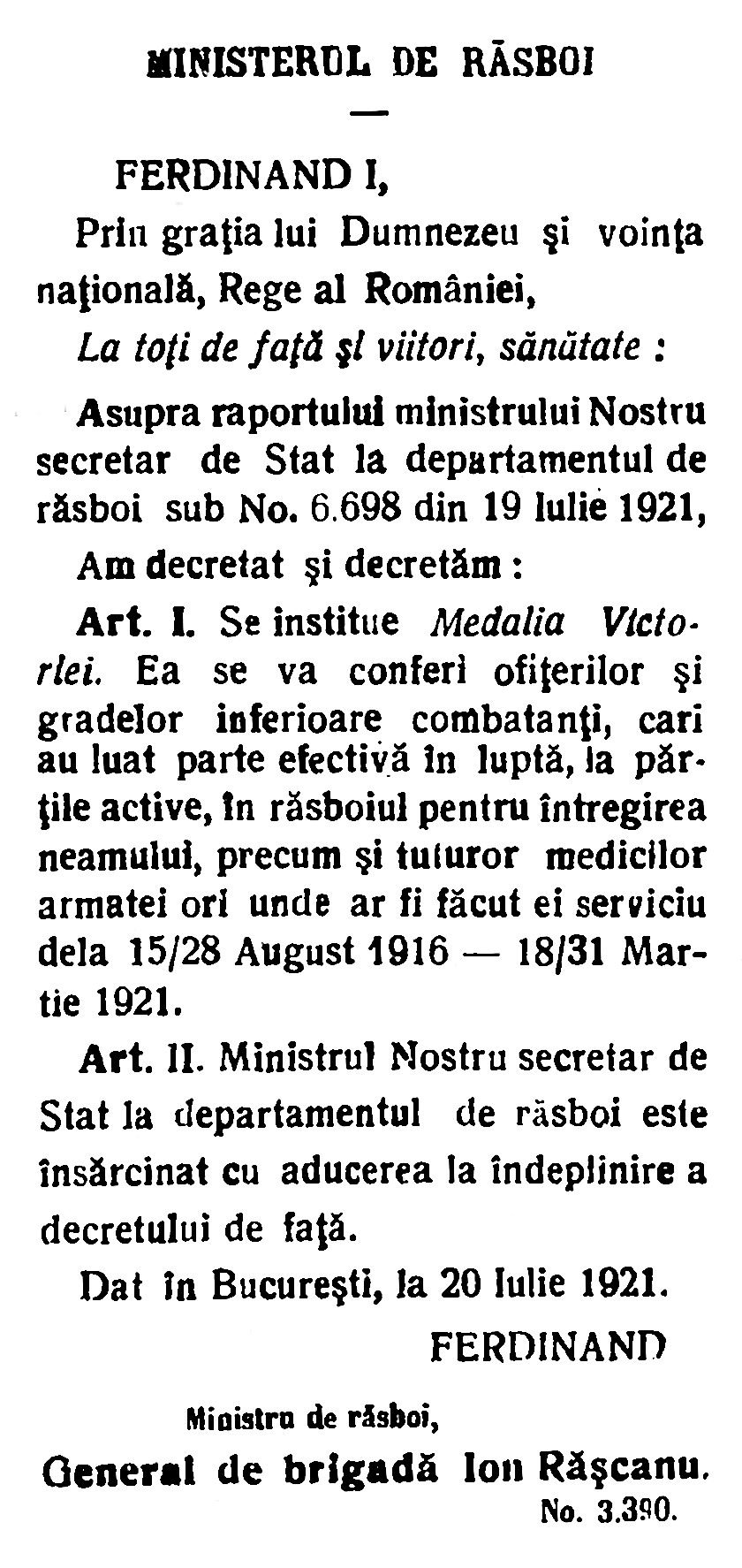
Décret royal portant création de la Médaille de la Victoire roumaine.
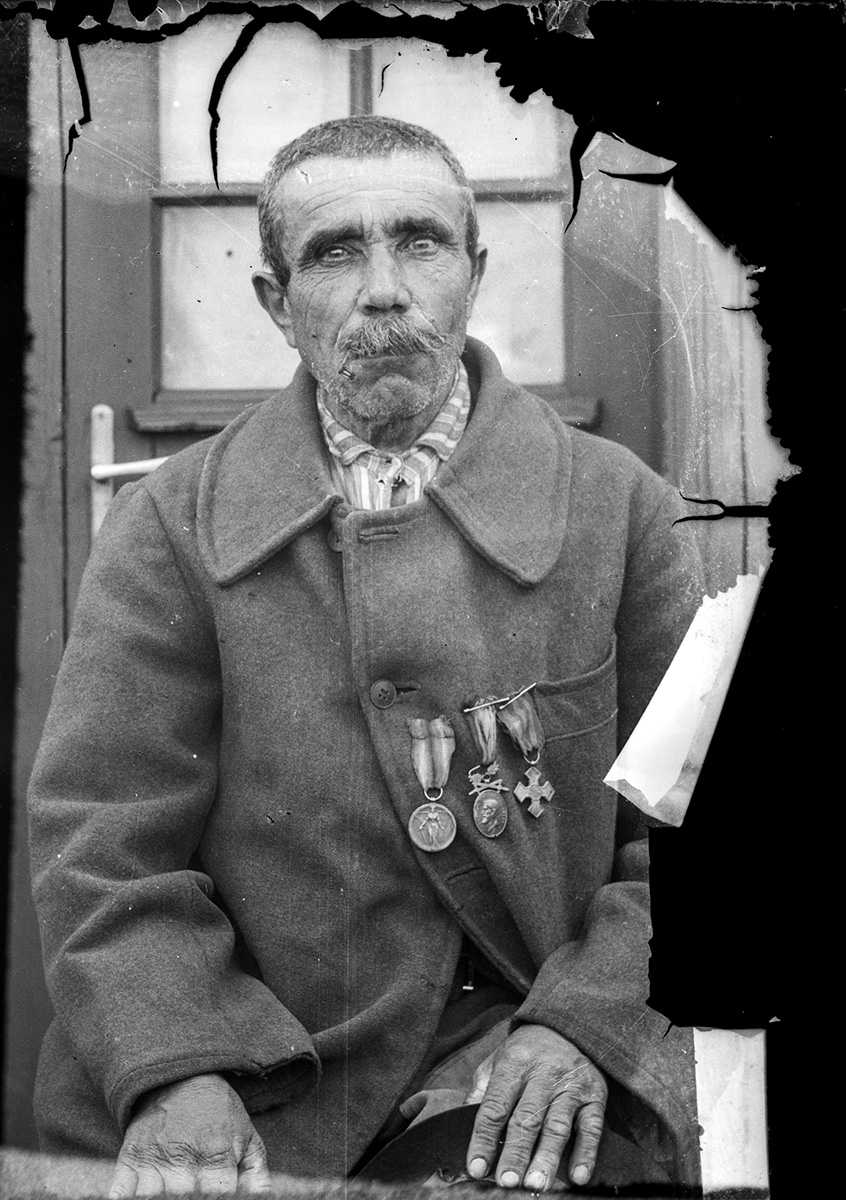
Vétéran roumain avec la Médaille de la Victoire.
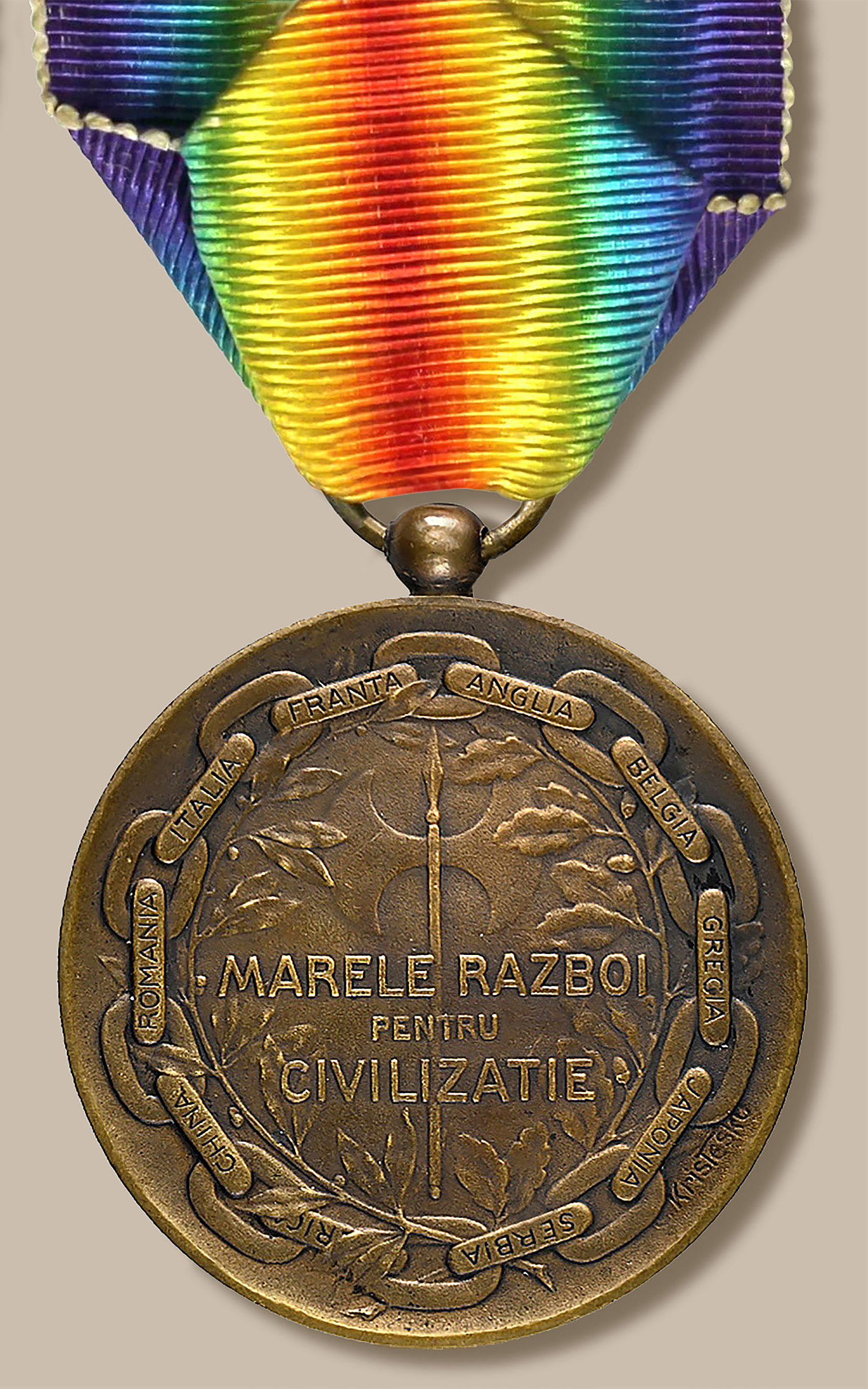
Revers.